# Марі-Філіп Пулен
Марі-Філіп Пулен (фр. Marie-Philip Poulin; 28 березня 1991, Босвілль, Квебек, Канада) — канадська хокеїстка. Триразова олімпійська чемпіонка (2010, 2014, 2022), чотириразова чемпіонка (2012, 2021, 2022, 2024) та восьмиразова віце-чемпіонка (2009, 2011, 2013, 2015, 2016, 2017, 2023, 2025) світу.
Пулен закинула обидві шайби в фіналі Ванкуверської Олімпіади, який збірна Канади виграла в збірної США 2:0. Вона також зрівняла рахунок на останній хвилині фінальної гри Олімпіади в Сочі, а потім закинула вирішальну шайбу в овертаймі, що дозволило канадкам перемогти 3:2. За це вона отримала прізвисько Знищувача американок. Її також називають Сідні Кросбі жіночого хокею.